# Na dostřel
Na dostřel (v anglickém originále Striking Distance) je americký akční film z roku 1993. Režisérem filmu je Rowdy Herrington. Hlavní role ve filmu ztvárnili Bruce Willis, Sarah Jessica Parker, Dennis Farina, Tom Sizemore a Brion James.

## Děj
V roce 1991 detektiv Thomas „Tom“ Hardy (Bruce Willis) z oddělení vražd poruší nepsaný zákon mezi policisty, když veřejně informuje o nepřiměřeném násilí na podezřelém, kterého se dopustil jeho parťák a bratranec Jimmy Detillo (Robert Pastorelli). Chytá se policejní ples, kam Thomas míří se svým otcem, policistou Vincem Hardym (John Mahoney). Ples je dočasně odložen kvůli policejnímu stíhání sériového vraha přezdívaného škrtič z Polish Hill (Polish Hill je čtvrť v Pittsburghu). Při pronásledování policejními vozy dojde k havárii, Thomas upadne do bezvědomí a když se probere, zjistí, že vrah je pryč a jeho otec (který byl s ním v automobilu) je mrtev – byl zastřelen. Policie uvězní na základě svědectví Chicka Chicanise (Gareth Williams) jistou osobu. Thomas Hardy je přesvědčen, že to není ten pravý pachatel. Díky určitým okolnostem se utvrdil, že vrah musí být z řad policie. Mezitím Jimmy Detillo, kterému hrozí vězení za použití nepřiměřeného násilí, skočí před svědky z mostu do řeky. Jeho tělo není nalezeno.
Thomas Hardy je suspendován z oddělení vražd a přestěhuje se na hausbót. Nezřídka sáhne po láhvi alkoholu. Pracuje jako člen pittsburské říční policie (Pittsburgh leží na soutoku tří řek: Allegheny, Ohio a Monongahela). Jeho bývalí kolegové jím pohrdají. Neodepsali jej pouze někteří blízcí, např. bratranec Danny Detillo (Tom Sizemore), bratr Jimma, který se také potýká s alkoholem. Zakrátko Thomas dostává na člun nového parťáka – Jo Christmanovou (Sarah Jessica Parker). 
Ve městě dochází k dalším vraždám mladých žen, které se podobají těm z před dvěma lety. Těla jsou vždy nalezena v řece. Thomas usoudí, že vrah to chce hodit na něj, některé oběti znal z mládí. Jeho strýc Nick Detillo (Dennis Farina), kapitán v oddělení vražd stále striktně odmítá Thomasovu verzi, že vrahem je někdo od policie. Během služby a zvláště po událostech z dalšího policejního plesu, kde Hardy čelí opovržení a nenávisti téměř všech bývalých kolegů, se Thomas sblíží s Jo. Začnou spolu intimní vztah. Jednoho dne při patrole na řece spatří dvojice osobu shazující něco ve smotaném koberci do vody z mostu. Může to být další oběť. Thomasi se podaří zastavit a zničit automobil podezřelého, ale tomu se podaří uprchnout, aniž by byl identifikován. Policejní potápěči odhalí, že v koberci se nacházely pouze odpadky. Byla to nastražená léčka.
Po další vraždě se už nad Thomasem silně vznáší aura podezření. Při interním vyšetřování je jako svědek povolána Jo Christmanová. Vyjde najevo, že se jmenuje Emily Harperová z Pensylvánské státní policie a jejím úkolem bylo sledovat Hardyho a nalézt důkazy o jeho profesním pochybení. Harperová však svědčí v Thomasův prospěch, čímž mu dá jasně najevo, že je na jeho straně. Hardy odchází bez postihu.
Když je Emily unesena, Thomas pojme podezření vůči Dannymu, jehož motivem by mohla být pomsta za jeho bratra Jimmyho. Další ženská oběť (policejní dispečerka, se kterou Hardy spolupracoval) je nastražena přímo tak, aby přímo usvědčovala Hardyho. Na jeho posteli je krev a mrtvola je poblíž ve vodě u mola. Hardy jede za Dannym do jeho chatky. Danny tam sice je, ale není sám a neznámá osoba Thomase za pomoci paralyzéru omráčí. Když Thomas přijde znovu k vědomí, spatří sebe, Emily a Dannyho přivázané k židlím. Oním dlouholetým sériovým vrahem není nikdo jiný než Jimmy, který přežil pád z mostu do řeky před dvěma lety. Chystá se všechny zabít, v tom jej přeruší jeho otec Nicky, který vpadne do chatky. Jimmy jej vybízí, aby řekl Hardymu pravdu o tom, kdo zabil jeho otce.

Ve flashbacku se zjeví scéna po havárii, kdy Thomas upadl do bezvědomí. K místu přijel jako první Nick a byl šokován, když zjistil, že oním prchajícím sériovým vrahem je jeho syn Jimmy. Chce ho nechat utéci, ale z převráceného policejního automobilu se vysouká ven Thomasův otec Vince a chystá se prchajícího Jimmyho zastřelit. V tom mu zabrání Nick, který Vinceho v následné strkanici usmrtí.
Po tomto odhalení už v reálu Nick vypálí několik ran na Jimmyho, který přežije díky neprůstřelné vestě a otce zastřelí. Svázaný Danny se zvedne i s žídlí a povalí Jimmyho, čímž dá šanci Hardymu se osvobodit. Policie je již blízko a Jimmy prchá v motorovém člunu s Thomasem v závěsu. Thomas jej dostihne a při potyčce v řece jej zabije.
V závěru je jméno Thomase Hardyho plně očištěno, on je rehabilitován jako detektiv a film končí scénou na hřbitově, kde Thomas s Emily po svém boku navštíví hrob svého otce.

## Obsazení
| Bruce Willis         | Thomas Hardy              |
| Sarah Jessica Parker | Jo Christman/Emily Harper |
| Dennis Farina        | Nick Detillo              |
| Tom Sizemore         | Danny Detillo             |
| Brion James          | Eddie Eiler               |
| Robert Pastorelli    | Jimmy Detillo             |
| Timothy Busfield     | Tony Sacco                |
| John Mahoney         | Vince Hardy               |
| Andre Braugher       | Frank Morris              |